# فوفل كاتشو

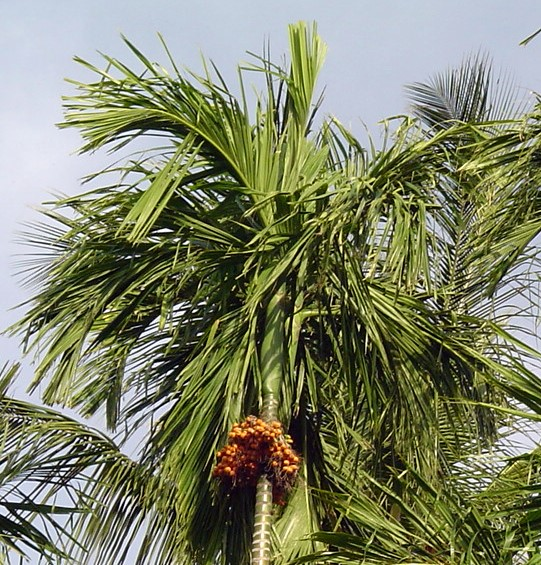
فوفل كاتشو

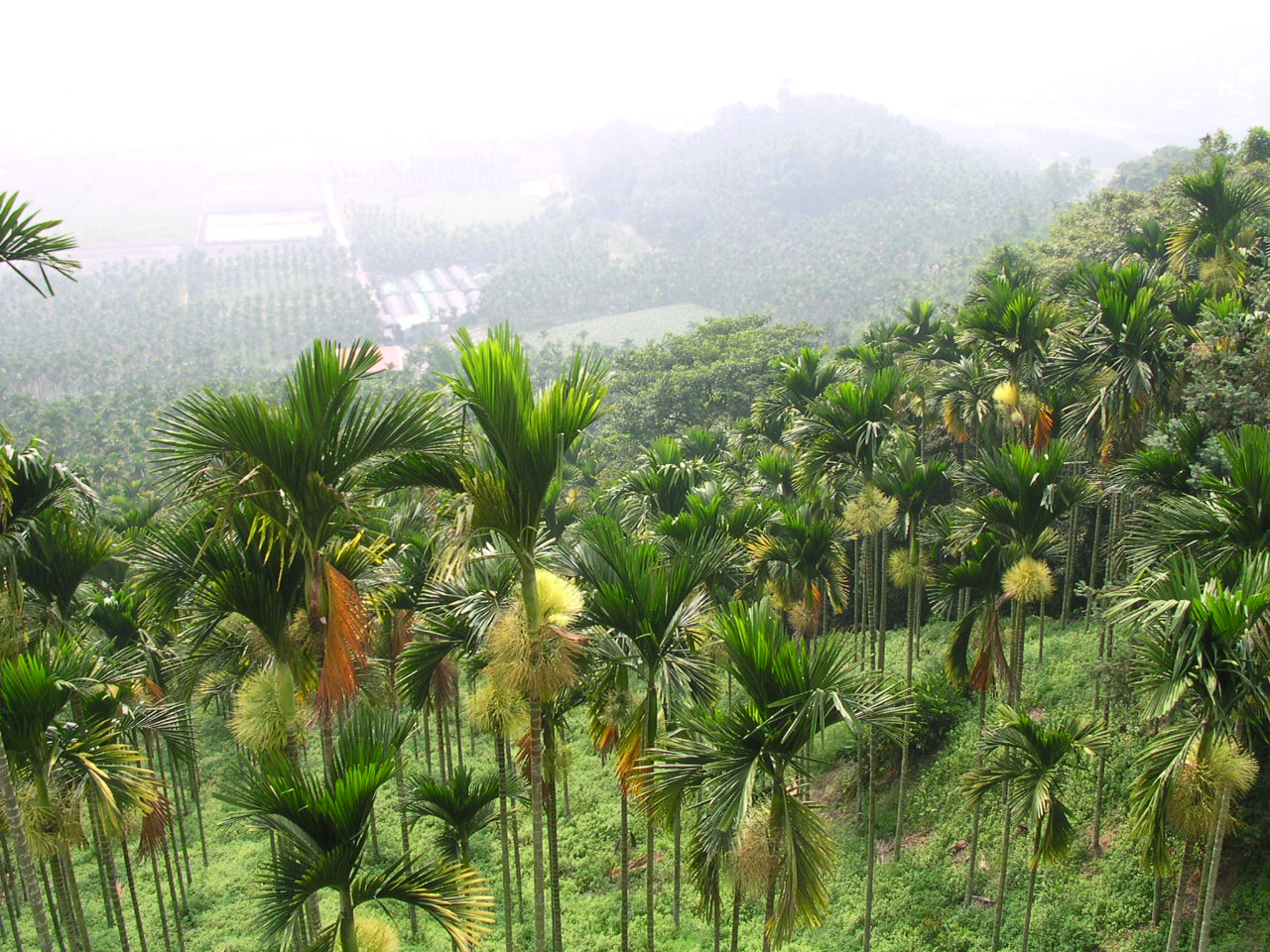
فوفل كاتشو

نخل فَوفل أو نخل أريقة أو كوثل الكاشو أو أطماط الكاشو أو فوفل أو تانبول أو كوثل أو الحُضَض الهِنْدِيّ (الاسم العلمي:Areca catechu) هو نوع نباتي يتبع جنس الفوفل من فصيلة الفوفلية.
وهو نوع من النخل يكثر في الغابات الاستوائية في آسيا (في الهند وماليزيا خاصّة) وشرق إفريقيا، يبلغ ارتفاعه 25 مترا وقطر جذعه من 20 إلى 30 سم، له ثمار حمراء برتقاليّة،

## أسماء
جوز الفوفل أو نخيل الفوفل وأريكا كاتشو وهو بالفرنسيّة palmier de bétel وaréquier، وبالإنكليزيّة Betel palm وBetel nut tree وPinang، اسمه العلميّ (.Areca catechu (L.

## موطنه
موطنه الملايو وسيام وجزر الأرخبيل، انتشرت زراعته بالهند و الصين من قديم الزمان، وكلمة كاتشيو معناها العصير القابض، النبات نخله رشيقة عالية، أوراقها ريشية كبيرة، الأزهار وحيدة الجنس مغلفة في إغريض تتكون من زهرة واحدة مؤنثة يحيط بها بضعة عراجين مذكرة بيض عطرة، الثمرة بيضية الشكل برتقالية اللون غلافها فليني سهل الانفصال عن البذرة أو «الجوزة» وهذه سمراء اللون معرقة بعروق باهتة غائرة زكية الطعم تكثر في الهند حيث تفري وتخلط بمسوح الجير ويلف المخلوط في ورق الفلفل التانبول ويمضغ لتعطير الفم ولإسالة اللعاب ولطرد الديدان ولشد اللثة ويتتلون الفم والبصاق بلون أحمر داكن ويستخلص من الجوزة مادة قابضة تستعمل في الطب.